# Université Roger Williams
L'université Roger Williams (en anglais : Roger Williams University ou RWU) est une université privée américaine située à Bristol dans l'État du Rhode Island.

## Historique
La RWU a été fondée en 1956. Elle porte le nom de Roger Williams, un théologien et pasteur nord-américain né en Angleterre.

## Galerie

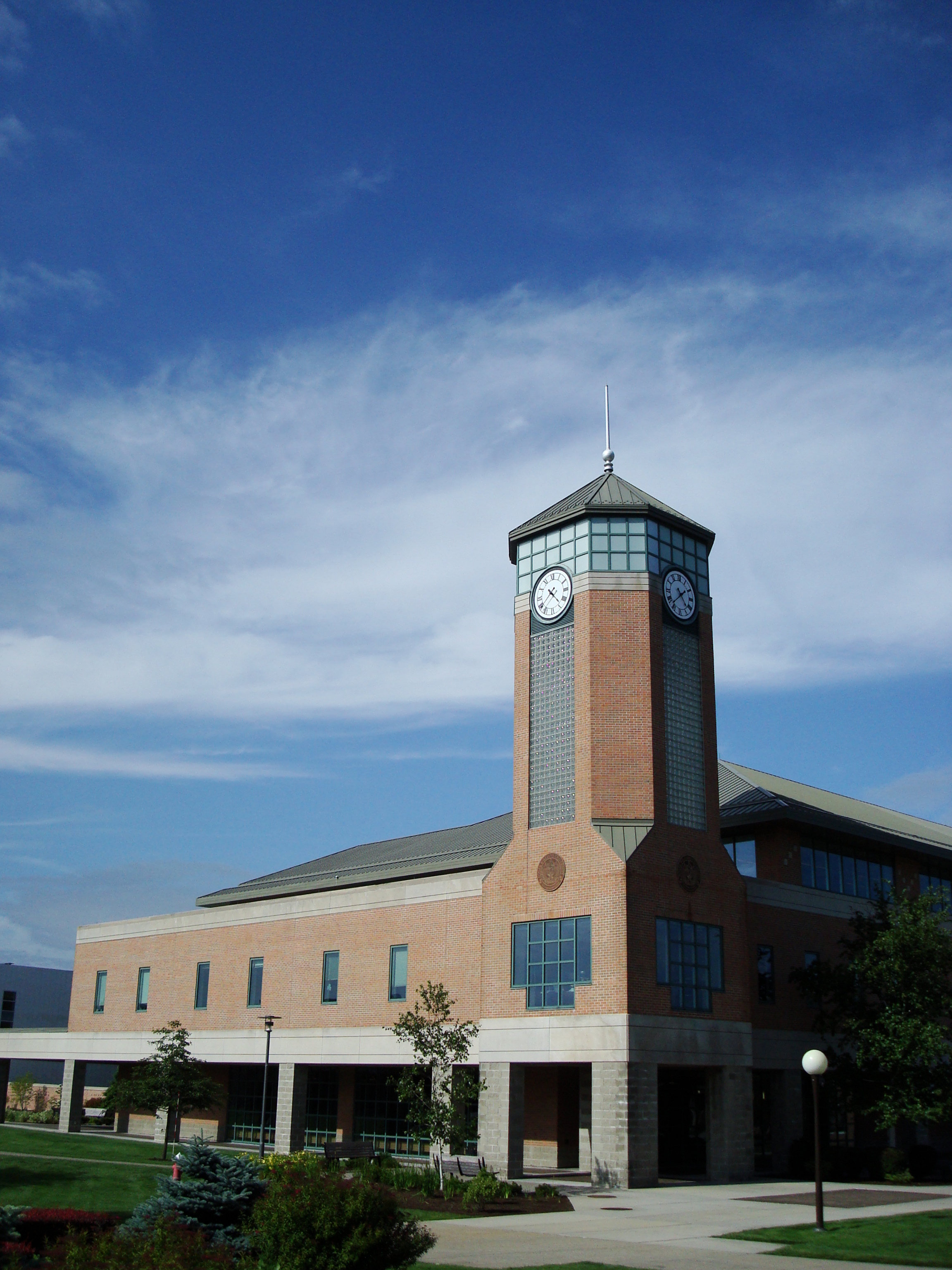
Horloge de la bibliothèque de l'université
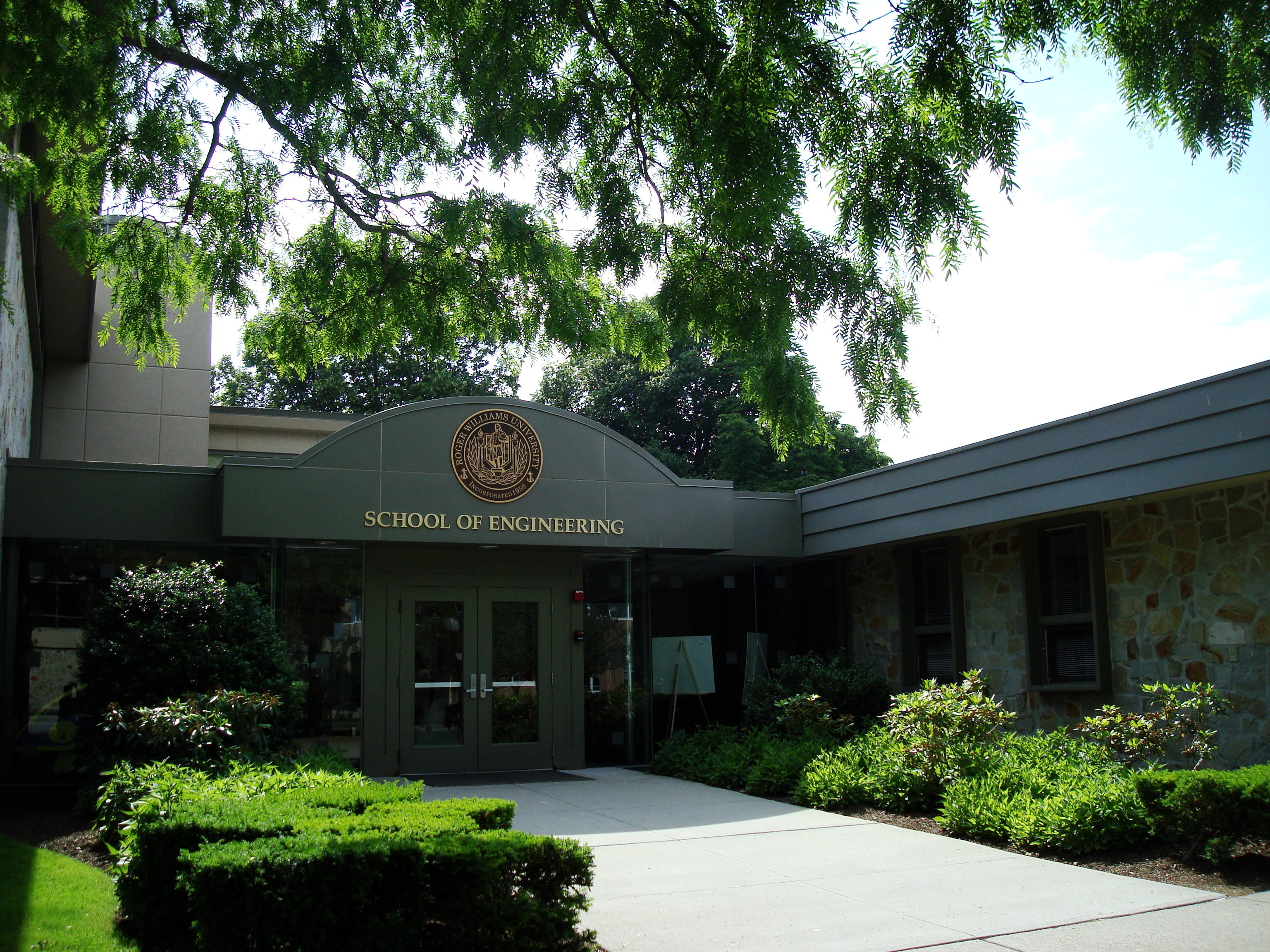
École d'ingénieurs
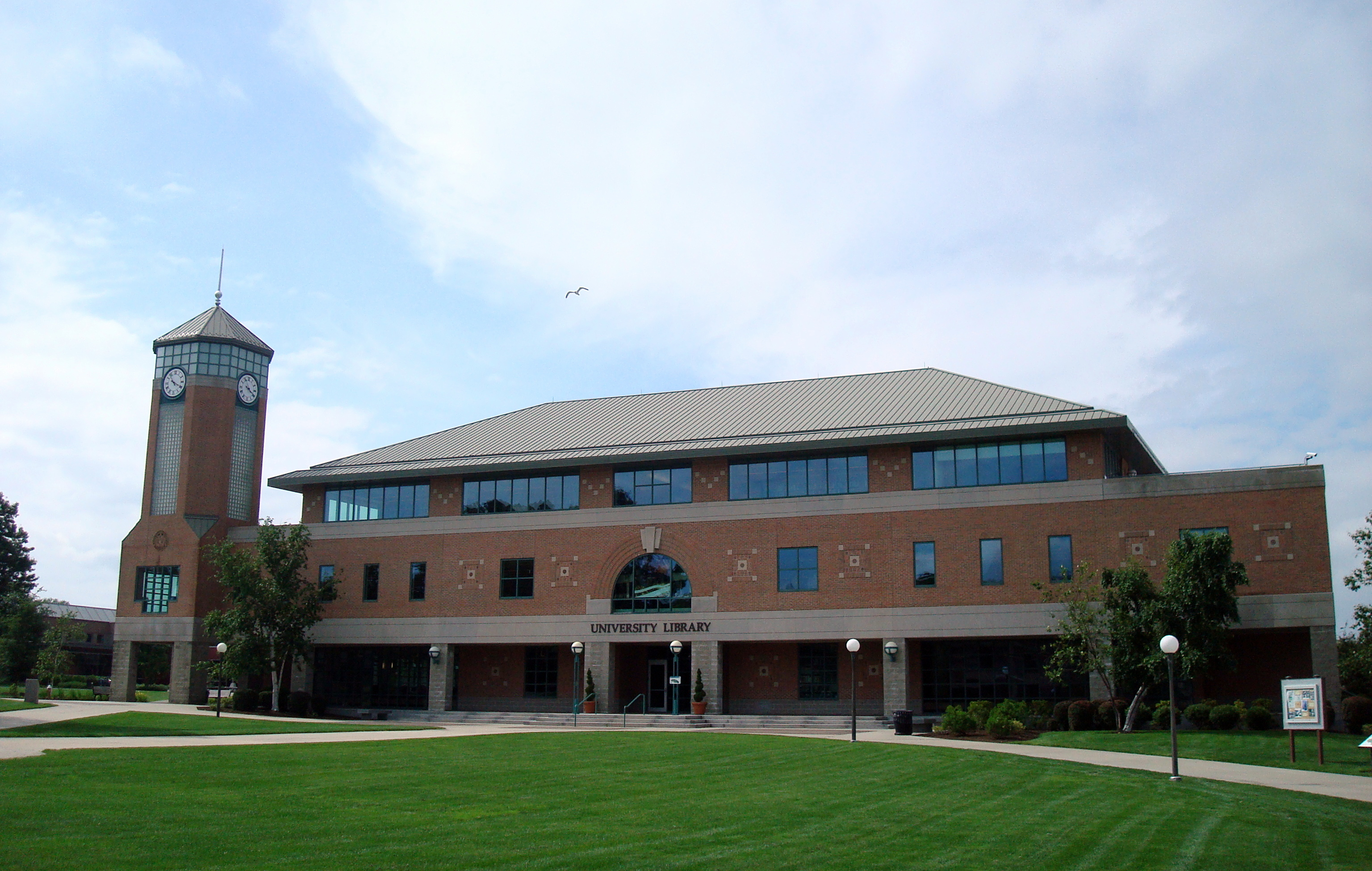
Bibliothèque de la RWU
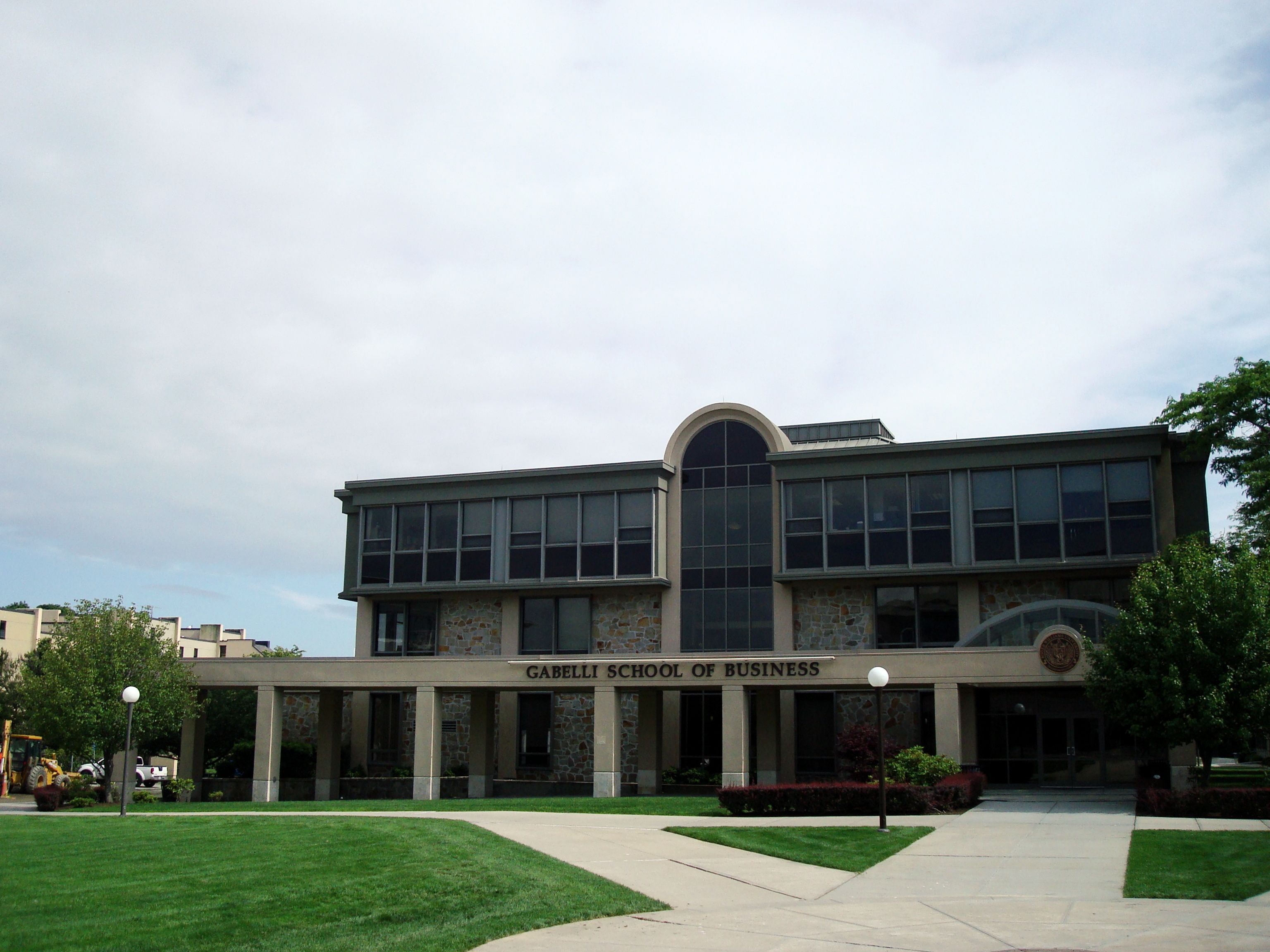
École de commerce

## Source
- (en) Cet article est partiellement ou en totalité issu de l’article de Wikipédia en anglais intitulé « Roger Williams University » (voir la liste des auteurs).